# Arethusana sultana
Arethusana sultana är en fjärilsart som beskrevs av Wagner 1929. Arethusana sultana ingår i släktet Arethusana och familjen praktfjärilar. Inga underarter finns listade i Catalogue of Life.